# Strelitzia reginae
Strelitzia reginae, conhecida pelos nomes comuns estrelícia ou ave-do-paraíso, é uma espécie de planta herbácea perene, rizomatosa, originária da África do Sul, com aproximadamente 1,20 m de altura, de folhas duras, grandes e ovoladas com pecíolos bastante compridos. É cultivada em jardins de regiões tropicais e sub-tropicais e bastante apreciada pela beleza das suas flores, que com aproximadamente 15 cm são de cor laranja e azul e as da rainha. A planta recebeu a designação Strelitzia reginae (estrelícia rainha, em latim) em homenagem à rainha Carlota de Mecklemburgo-Strelitz, esposa do rei Jorge III da Grã-Bretanha.

## Descrição
Também é conhecida como "Ouro de Mandela" em homenagem ao Nelson Mandela.

## Galeria

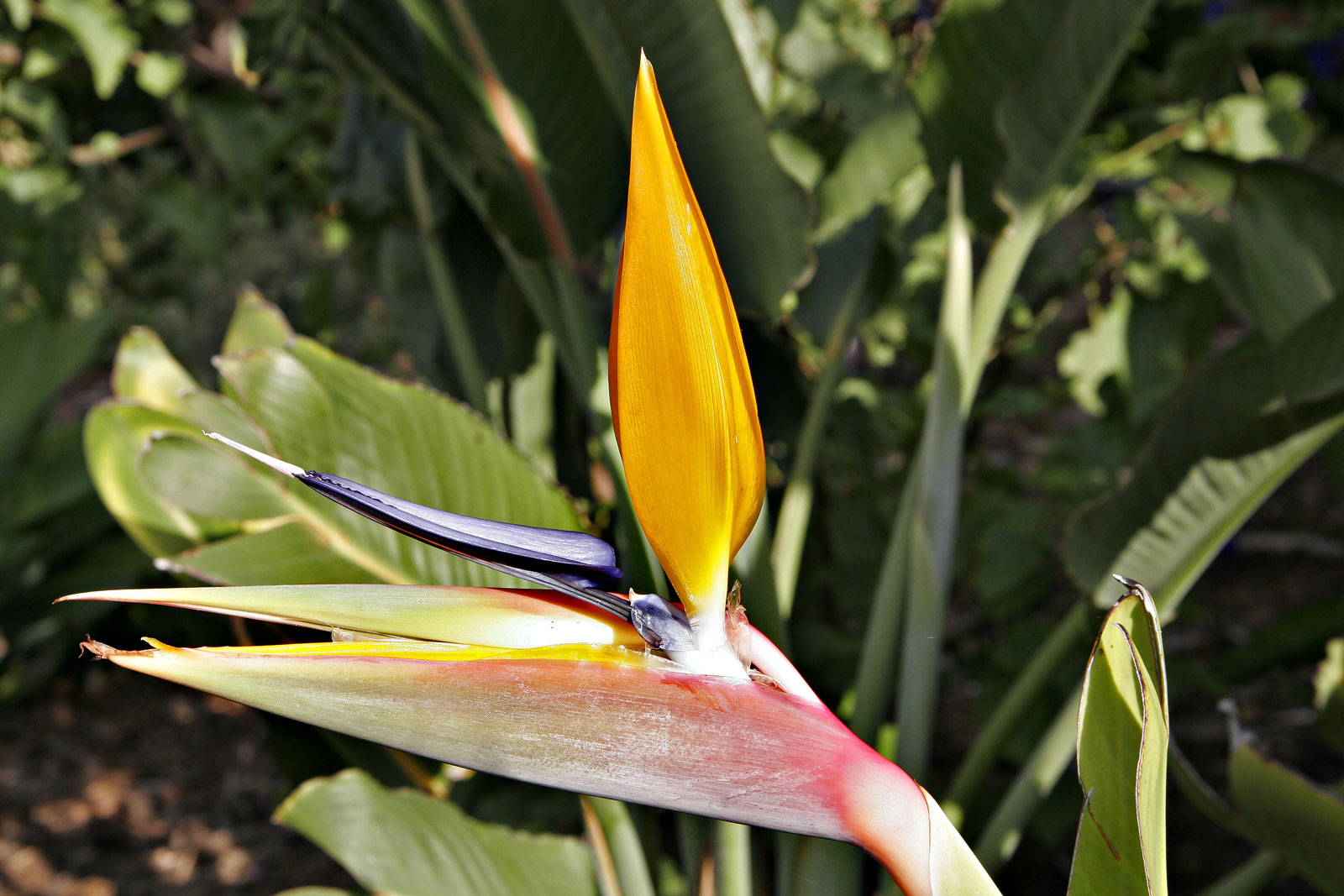
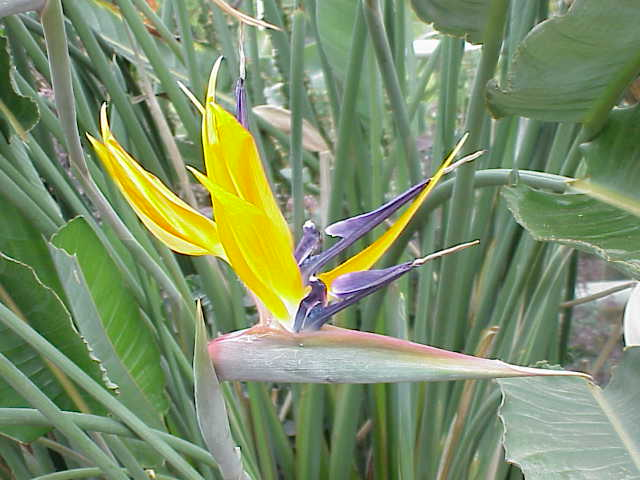
var. citrina Hort
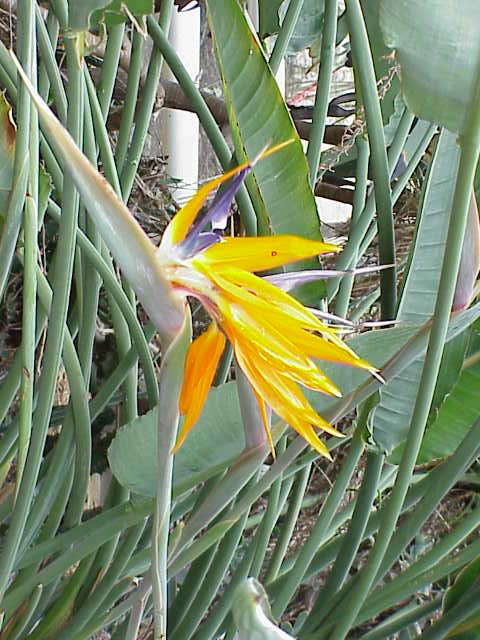
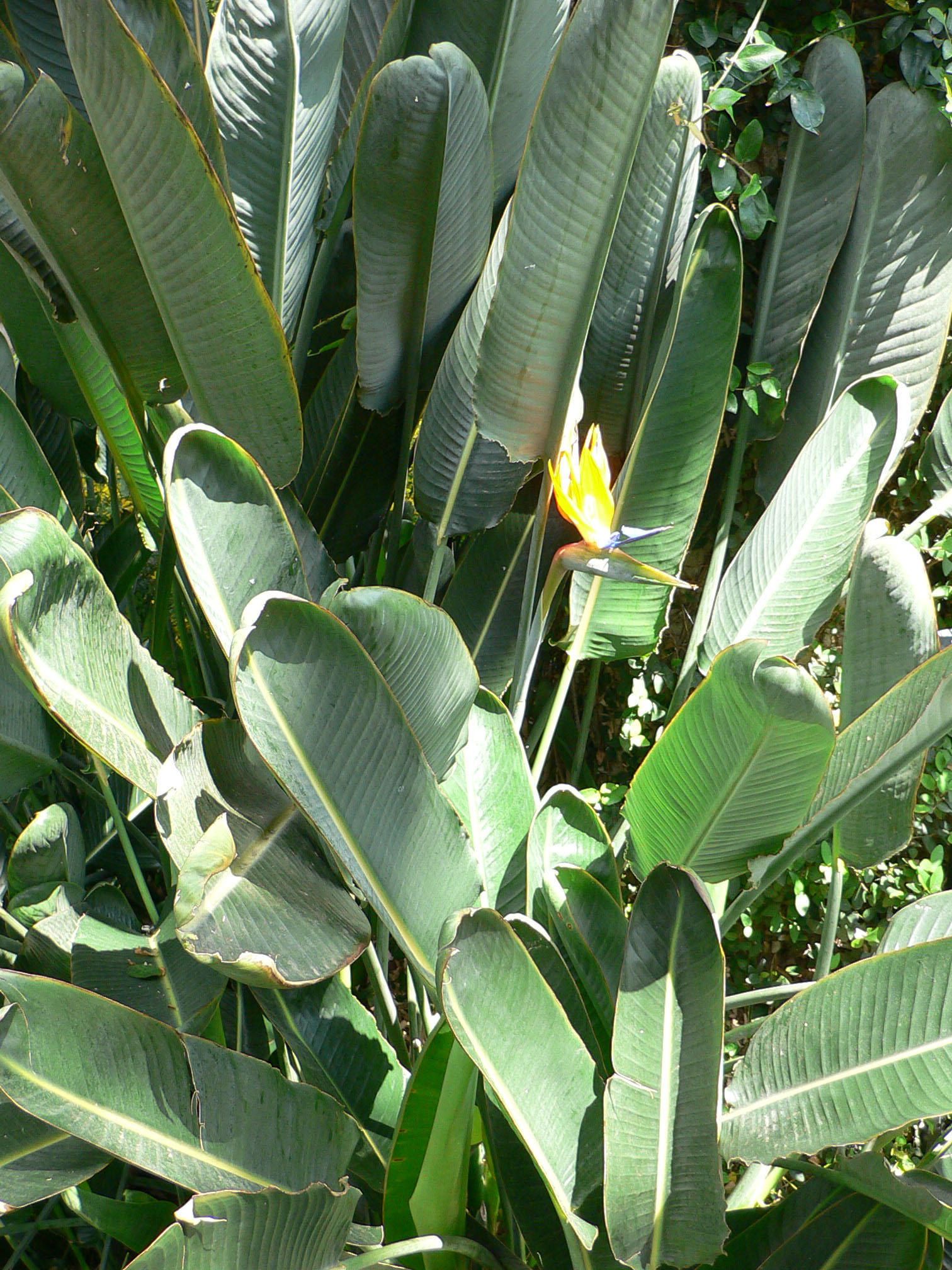
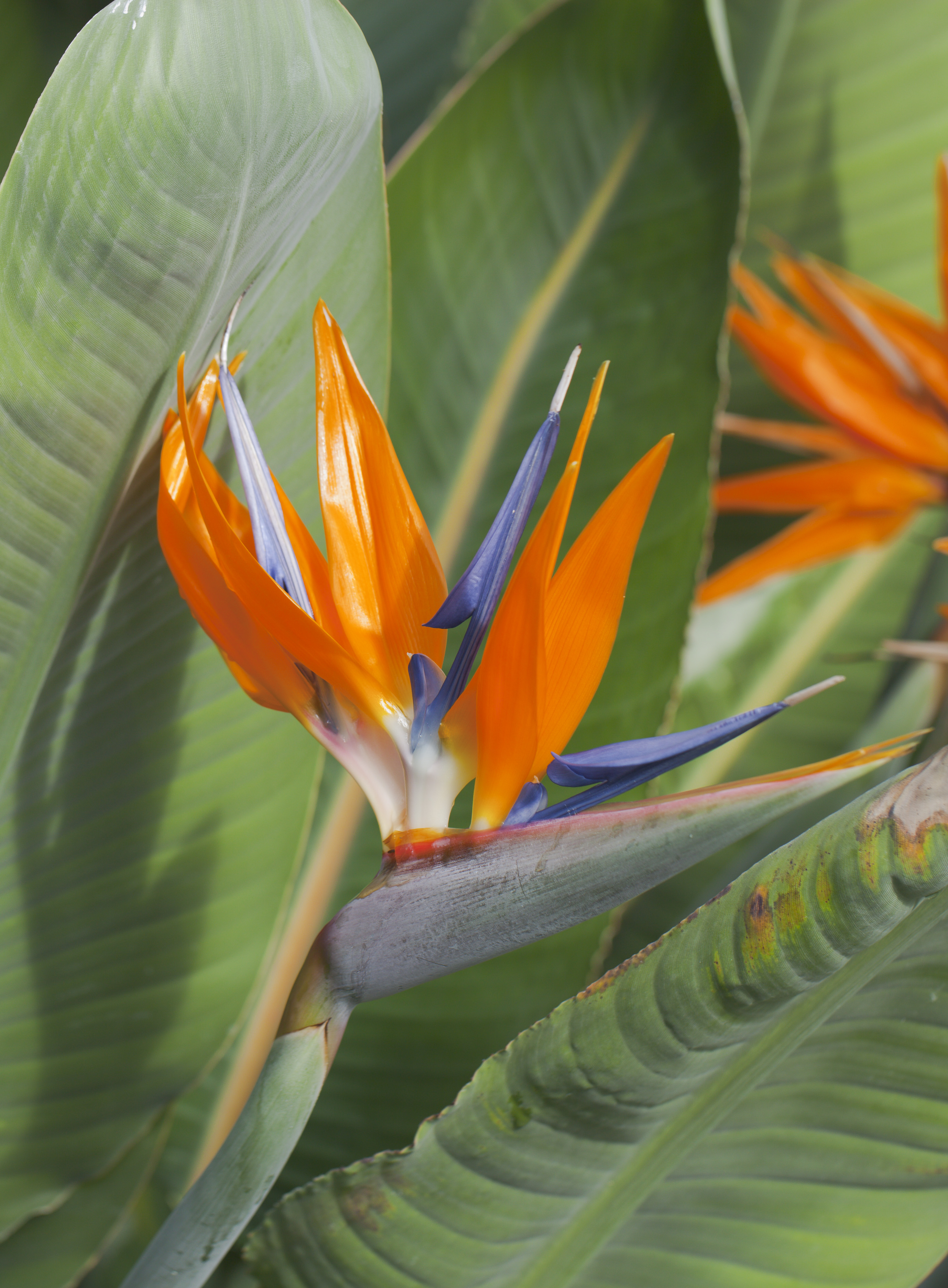
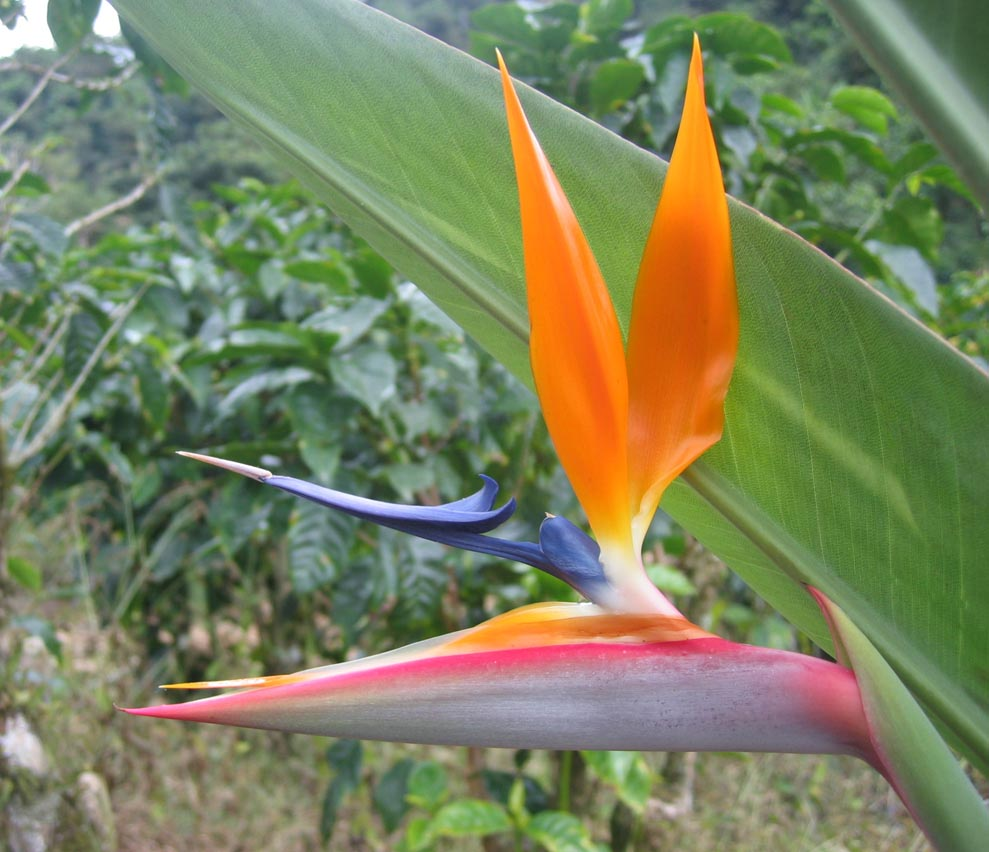
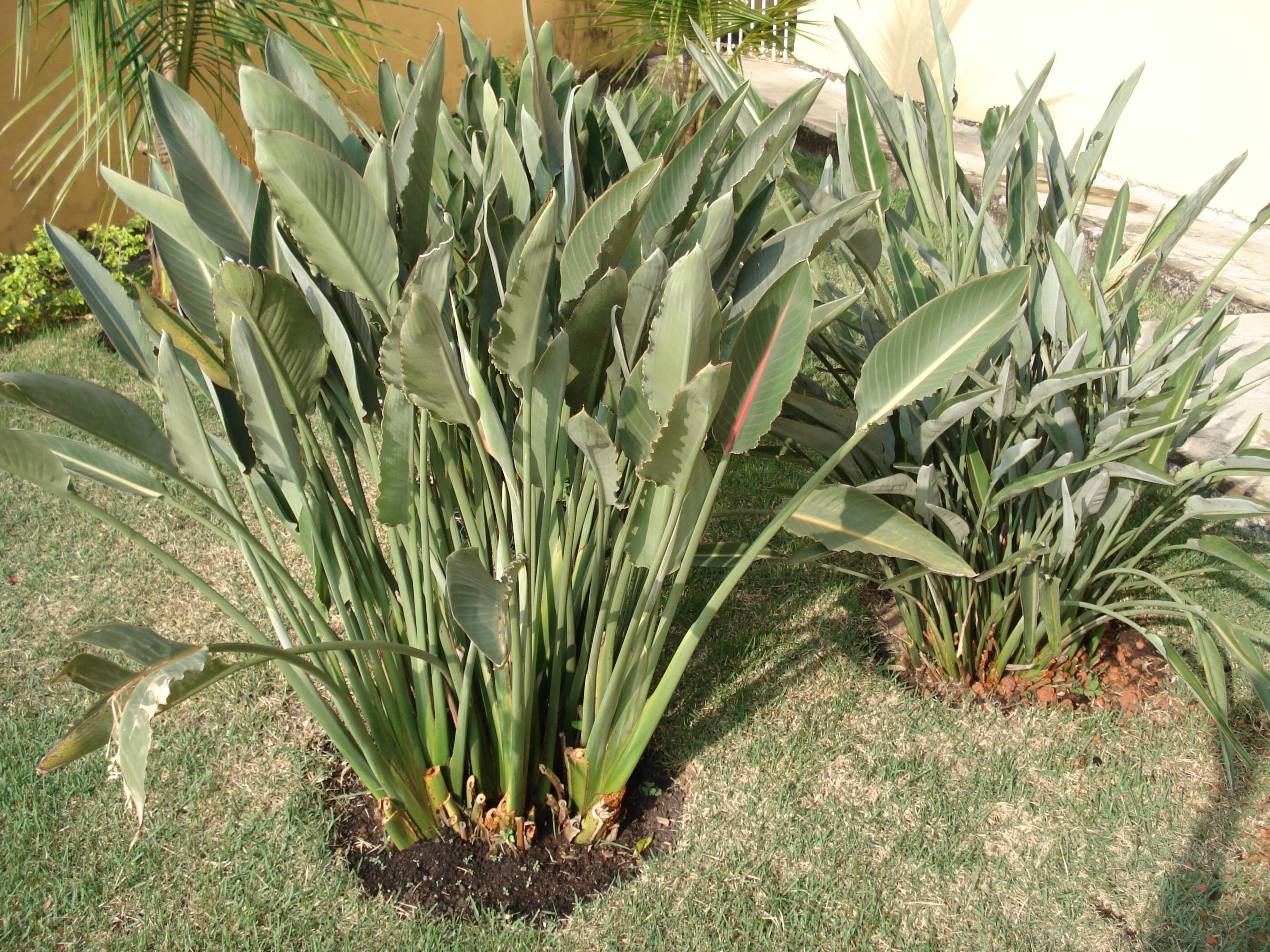
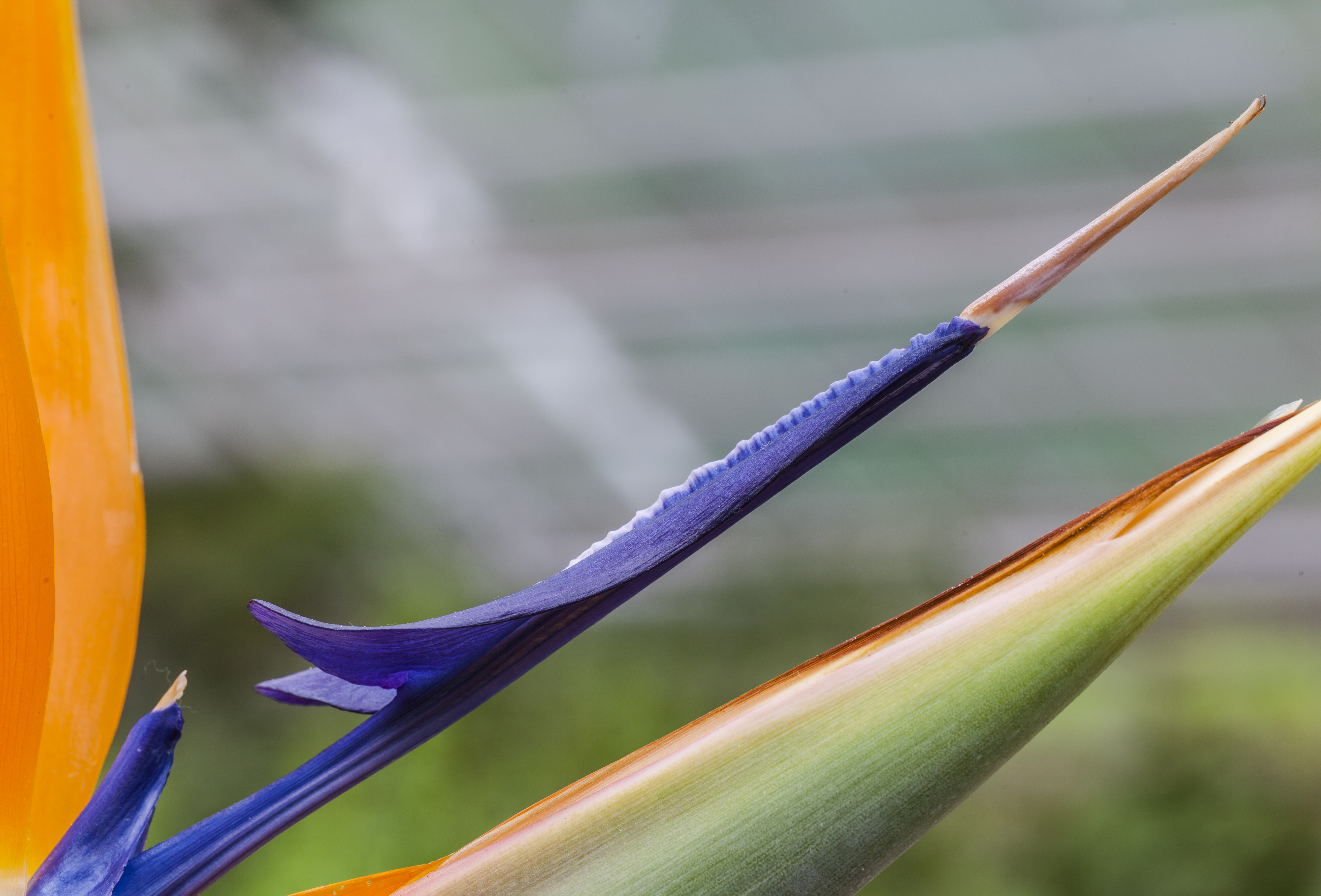